# Duin Messias
Duin Messias (Engels:  Dune Messiah) is een sciencefictionroman van de Amerikaanse schrijver Frank Herbert, de tweede in zijn Duin-boekenreeks van zes romans. Het is een vervolg op Duin (Engels: Dune) (1965), oorspronkelijk in series in het tijdschrift Galaxy in 1969, en vervolgens in hetzelfde jaar gepubliceerd door Putnam. Duin Messias en zijn eigen vervolg Kinderen van Duin (Engels: Children of Dune) (1976) werden in 2003 gezamenlijk door het Sci-Fi Channel aangepast tot een miniserie getiteld Frank Herbert's Children of Dune.

## Verhaal
Twaalf jaar na de gebeurtenissen uit Duin is Paul Atreides nog steeds de keizer van het sterrenstelsel en regeert hij het bekende universum vanuit zijn Arrakis. Een jihad die werd ontketend door de Vrijmans die hem als hun messias zien en zijn cultus over elke planeet willen verspreiden, is onlangs beëindigd. Hoewel Paul de machtigste keizer is die ooit heeft bestaan, staat hij zelf machteloos tegenover de kracht van de mythe die hem omringt en die zijn gelovigen tot het meest extreme fanatisme drijft. Hoewel er al meer dan zestig miljard mensen zijn omgekomen in de oorlog, vertelt Pauls vooruitziendheid hem dat dit verre van de slechtst mogelijke toekomst voor de mensheid is. Met deze kennis hoopt Paul de mensheid op een pad te zetten dat niet leidt tot stagnatie en zelfvernietiging.